# Bernard Kates
Bernard Kates (26 de dezembro de 1922 - 2 de fevereiro de 2010) foi um ator norte-americano.

## Filmografia
| Ano  | Título                 | Personagem                   | Notas        |
| ---- | ---------------------- | ---------------------------- | ------------ |
| 1951 | You're in the Navy Now | Tugboat Sailor               | Sem créditos |
| 1960 | Twelve Hours to Kill   | Desk Editor                  |              |
| 1961 | Judgment at Nuremberg  | Max Perkins                  |              |
| 1974 | The Super Cops         | Heller                       |              |
| 1992 | The Babe               | Colonel Jacob (Jake) Ruppert |              |
| 1992 | Seedpeople             | Doc Roller                   |              |
| 1996 | The Phantom            | Falkmoore the Butler         |              |
| 1996 | Robo Warriors          | Charlie Walters              |              |